# Paweł Woźny
Paweł Jacek Woźny (ur. 5 kwietnia 1971 w Krakowie) – polski dyplomata i urzędnik państwowy, podsekretarz stanu w Ministerstwie Obrony Narodowej (2019–2020), ambasador RP w Kolumbii (2020–2024).

## Życiorys
Na Uniwersytecie Warszawskim ukończył studia z zakresu ekonomii i neofilologii ze specjalnością iberystyka. Odbył również kursy w zakresie dyplomacji, związane z Ameryką Środkową i Unią Europejską, w tym na Escuela Diplomática w Madrycie i w El Colegio de México. Publikował także artykuły naukowe poświęcone tej części świata (m.in. w kwartalniku Ameryka Łacińska).
Od 1997 był pracownikiem Ministerstwa Spraw Zagranicznych, odpowiadając m.in. za stosunki ekonomiczne, relacje z państwami Ameryki Łacińskiej i wsparcie polskich kandydatów na stanowiska w instytucjach międzynarodowych. W latach 2001–2006 piastował funkcję II sekretarza ds. politycznych, gospodarczych, kulturalnych, prasowych i bezpieczeństwa w Ambasadzie RP w Caracas, zaś w latach 2007–2010 pozostawał I sekretarzem ds. ekonomicznych, promocji i bezpieczeństwa w Ambasadzie RP w Bogocie. Następnie od 2012 do 2018 kierował Referatem Polityczno-Ekonomicznym w Ambasadzie RP w Meksyku (odpowiadając równocześnie za sprawy bezpieczeństwa). Od lutego do sierpnia 2018 był chargé d’affaires ad interim tamże w stopniu pierwszego radcy.
9 września 2019 powołany na stanowisko podsekretarza stanu w Ministerstwie Obrony Narodowej, odpowiedzialnego za sprawy międzynarodowe. W 2020 otrzymał nominację na ambasadora RP w Kolumbii, akredytowanego także w państwach Antigua i Barbuda oraz Saint Lucia. Placówkę objął 24 października 2020, zaś kopie listów uwierzytelniających na ręce minister spraw zagranicznych Kolumbii Claudii Blum złożył 18 listopada 2020. Urzędowanie zakończył w lipcu 2024 (formalnie odwołany w kwietniu 2025).